# Digimon (créature)
Pour les articles homonymes, voir Digimon (homonymie).

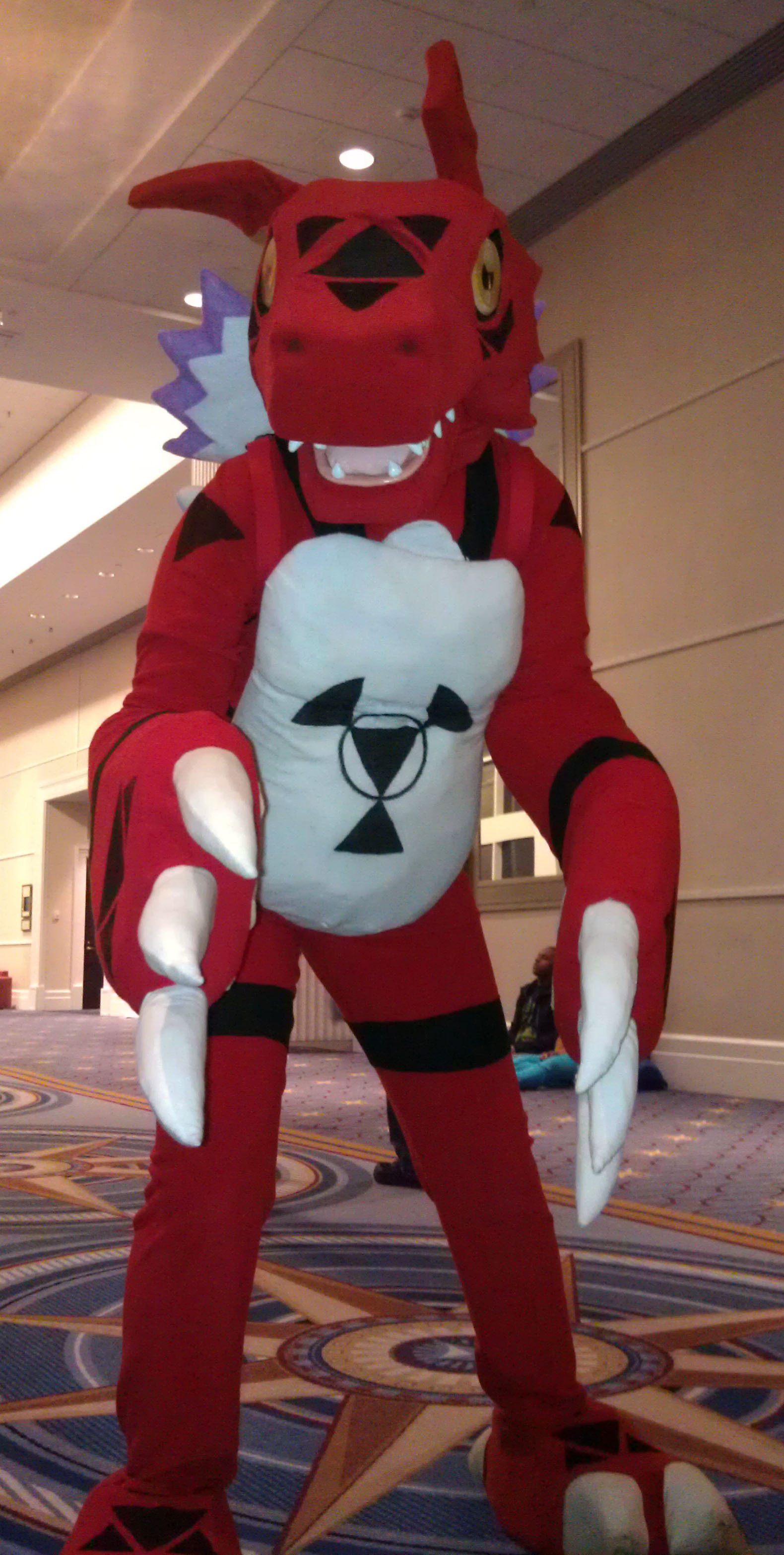
Guilmon, l'un des principaux protagonistes de Digimon Tamers.

Un Digimon (デジモン, Dejimon) est une créature de fiction appartenant à la franchise médiatique japonaise homonyme, créée par Akiyoshi Hongo, et distribuée par la société Bandai. Les premières créatures apparaissent initialement comme animaux de compagnie virtuels dans un virtual pet nommé DigiMon, commercialisé dans les marchés japonais en 1997. Le titre est un mélange entre deux mots anglais — Digital et Monster — qui signifie littéralement « monstres numériques » en français. À la suite du succès du virtual pet, la société Bandai adapte ses créatures en une multitude de médias incluant jeux vidéo, films, animes, mangas et ouvrages, et autres produits dérivés à leur effigie comme des cartes à collectionner, et des peluches.
Dans son scénario fictif, la majeure partie de ces créatures sont originaires d'un monde parallèle à la Terre, ou monde réel, appelé digimonde. L'origine exacte de ces créatures est révélée durant la troisième saison de l'anime. Au total, il existe plus d'un millier d'individus recensés dans la franchise. Le nombre de nouvelles espèces de monstres digitaux s'étend au fur et à mesure, chaque année.

## Conception
L'origine de ces créatures fictives, actuellement connues sous le nom de Digimon, peut être retracée en 1995. À cette période, Akihiro Yokoi, Aki Maita et Takeichi Hongo, employés des sociétés Wiz co. Ltd et Bandai respectivement, conçoivent un petit objet du nom de Tamagotchi, commercialisé en 1996. Dès lors, un petit gadget similaire est développé puis commercialisé en juin 1997 dans les marchés japonais sous le nom de DigiMon par Akiyoshi Hongo, un possible pseudonyme utilisé par les créateurs et concepteurs du Tamagotchi. À cette période, un Digimon était considéré comme un descendant direct du Tamagotchi. À la suite du succès commercial du virtual pet, dont les ventes atteignent 13 millions d'unités dans le monde entier en mars 2004, la société Bandai adapte ses créatures en une multitude de médias. L'un des premiers les plus marquants est le jeu vidéo Digimon World sur PlayStation, comptant près de 150 espèces différentes de Digimon.

## Terminologie
Digimon est la contraction de Digital Monsters, un wasei-eigo voulant dire « monstres digitaux » par utilisation de l'anglicisme informatique, ou plus littéralement « monstres numériques ». En français, Digimon est un nom propre avec majuscule, et invariable (un Digimon, le Digimon, des Digimon),, comme chaque nom d'une espèce fictionnelle (un Agumon, des Agumon),.

## Caractéristiques
Les Digimon sont des créatures numériques, pour la majeure partie anthropomorphes,, et dont une minorité des cas à l'état sauvage. La plupart, cependant, possèdent l'intelligence, la parole et les traits de personnalités des humains. Il a été mentionné que, si un Digimon partenaire était séparé de son partenaire, il commencerait à s'affaiblir ; un exemple de ceci est le partenaire de Yolei Inoue, Poromon dans le 33e épisode, Rencontres Surprises de la deuxième saison qui, lorsque Yolei s'absente de Kyoto, commence à se sentir plus faible chaque jour. Chaque digimon est intégralement et exclusivement composé de données informatiques et/ou peut incarner dans le rang des protagonistes, des antagonistes, ou rester neutre. Le nom d'une espèce de Digimon est généralement basé sur sa forme, et peut être sur un jeu de mots. Par exemple, le nom et le design de Hyokomon sont dérivés de l'onomatopée japonaise pour une démarche bancale Hyokohyoko (ひょこひょこ) ; et du poussin (Hiyoko (雛)). Le nom de l'espèce se termine presque toujours par « -mon ».
Les Digimon n'ont généralement pas de noms individuels, mais sont simplement désignés par le nom de leur espèce. Ainsi, le mot Agumon, selon le contexte dans lequel il est utilisé, peut faire référence soit à l'espèce Digimon, soit à un Digimon individuel de cette espèce. Le Centarumon de Digimon Adventure et le Centarumon de Digimon Frontier portent le même nom car ils sont de la même espèce. Cependant, ils ne sont pas le même individu, et sont différents en apparence et en voix. Lorsqu'un Digimon se digivolve et prend une nouvelle forme, son nom change pour correspondre à l'espèce de sa nouvelle forme. Cependant, il reste le même individu, même s'il porte un nom différent. Certains Digimon ont des noms ou des surnoms distincts de leur espèce, comme Zeromaru du manga Digimon Adventure V-Tamer 01.
Les Digimon sont en quasi-totalité originaires du digimonde, un univers parallèle à la Terre, ou « monde réel », qui est également et intégralement composé de données informatiques. Les Digimon sont constitués d'un DigiCore, un modèle en fil de fer, pour une apparence par-dessus ledit modèle sous forme de texture. En tant que tel, il n'y a rien d'autre que le modèle filaire et la texture - par exemple, il n'y a rien d'autre qu'un fil de fer sous le masque d'Angemon. Cependant, si le masque d'Angemon devait être enlevé, son DigiCore remplacerait le masque enlevé par un visage nouvellement créé.
Les Digimon éclosent d'œufs appelés digi-œufs et grandissent via un processus appelé digivolution, grâce auquel ils changent d'apparence et accroissent leur puissance physique. Dans la franchise en général, le cycle de vie d'un Digimon est variable. Ils grandissent habituellement dans un style similaire aux organismes biologiques terriens, mais ne meurent pas dans des circonstances normales du fait qu'ils ont été créés à partir de données reconfigurables. Les digimon en fin de vie, et ceux dont l'issue a été fatale lors d'un combat, s'éparpillent en une infinité de données qui se regrouperont par la suite afin de former un digi-œuf duquel le Digimon éclora et recommencera un nouveau cycle,. Certains d'entre eux regagnent partiellement la mémoire, ou complètement s'ils sont affiliés à un partenaire humain. Cependant, lorsque les données d'un Digimon sont complètement détruites ou absorbées par un adversaire, celui-ci meurt de manière instantanée et définitive. Dans certains cas particuliers, le Digimon ne se réincarne pas malgré les données toujours existantes ; dans le 37e épisode, Le cadeau de Wizardmon de la première saison de Digimon Adventure, Wizardmon, un sbire de l'antagoniste Myotismon, ne se réincarne pas du fait qu'il est mort dans le monde réel. Dans les univers de Digimon Tamers et Digimon Data Squad, les données du Digimon peuvent être transférées ou absorbées par d'autres Digimon, ce qui entraîne une mort permanente.
Certains de ces Digimon sont sélectionnés, à l'origine par des gardiens célestes, comme indiqué dans l'épisode La grande explication dans Digimon Tamers, afin d'aider et guider des élus humains, initialement appelés digisauveurs, ou enfants élus, à combattre et éradiquer les diverses menaces pesant sur la sécurité et la paix des deux mondes,. Un Digimon élu, séparé de son partenaire humain, semblerait devenir beaucoup plus faible ; l'épisode 24 intitulé Assez de questions, de la première saison Digimon Adventure, le démontre lorsque Tentomon s'affaiblit progressivement à mesure qu'il s'éloigne de son partenaire humain, Izzy. La relation digisauveur–partenaire Digimon se fonde habituellement et significativement sur l'amitié et la confiance, comme démontrée dans la première saison de l'anime.
Dans des séries telles que Digimon Fusion (Xros Wars) et les jeux produits par Kazumasa Habu, les Digimon ne sont pas nés à la suite du développement de l'informatique par les humains, mais ont toujours existé, vivant parallèlement aux humains dans une autre dimension, devenant visibles pour les humains lorsque ceux-ci ont créé les ordinateurs et la technologie numérique. Dans cette approche, les digimon ont pu se manifester par la magie ou la sorcellerie ou à travers l'art ancien de l'Onmyōdō, les faisant ainsi passer pour des shikigami, des yōkai ou des démons, mais sont désormais représentés par la technologie du monde numérique, ce qui en fait des monstres digitaux. Dans Digimon Tamers, les Digimon ont été créés par des Humains. Chiaki J. Konaka, chargé de la conception des personnages de cette saison, révèle chaque détail qui compose leurs origines et les prémices de leur création. Konaka, tout en continuant dans le même scénario que les deux premières saisons de l'anime, indique que les Digimon sont des êtres anthropomorphes « primitifs » créés par les humains — ils sont un modèle d'intelligence artificielle, et ne peuvent exister que dans un océan numérique — leur seule et principale raison d'être est de combattre et de triompher de l'adversaire. Ils ne sont, cependant, dotés d'aucune valeur morale ni d'empathie vis-à-vis de leurs adversaires. Chiaki J. Konaka a cependant déclaré en 2021 que les Digimon étaient plutôt nés de choses telles que des bases de données humaines sur les mythes et les dieux anciens et que les Humains avaient falsifié les données en prétendant avoir créé les Digimon.
Dans Digimon Story : Cyber Sleuth - Hacker's Memory, un des fans de Jimmy Ken explique qu'il est capable de changer la taille de son Digimon, un Varodurumon, manuellement.

### Digivolution

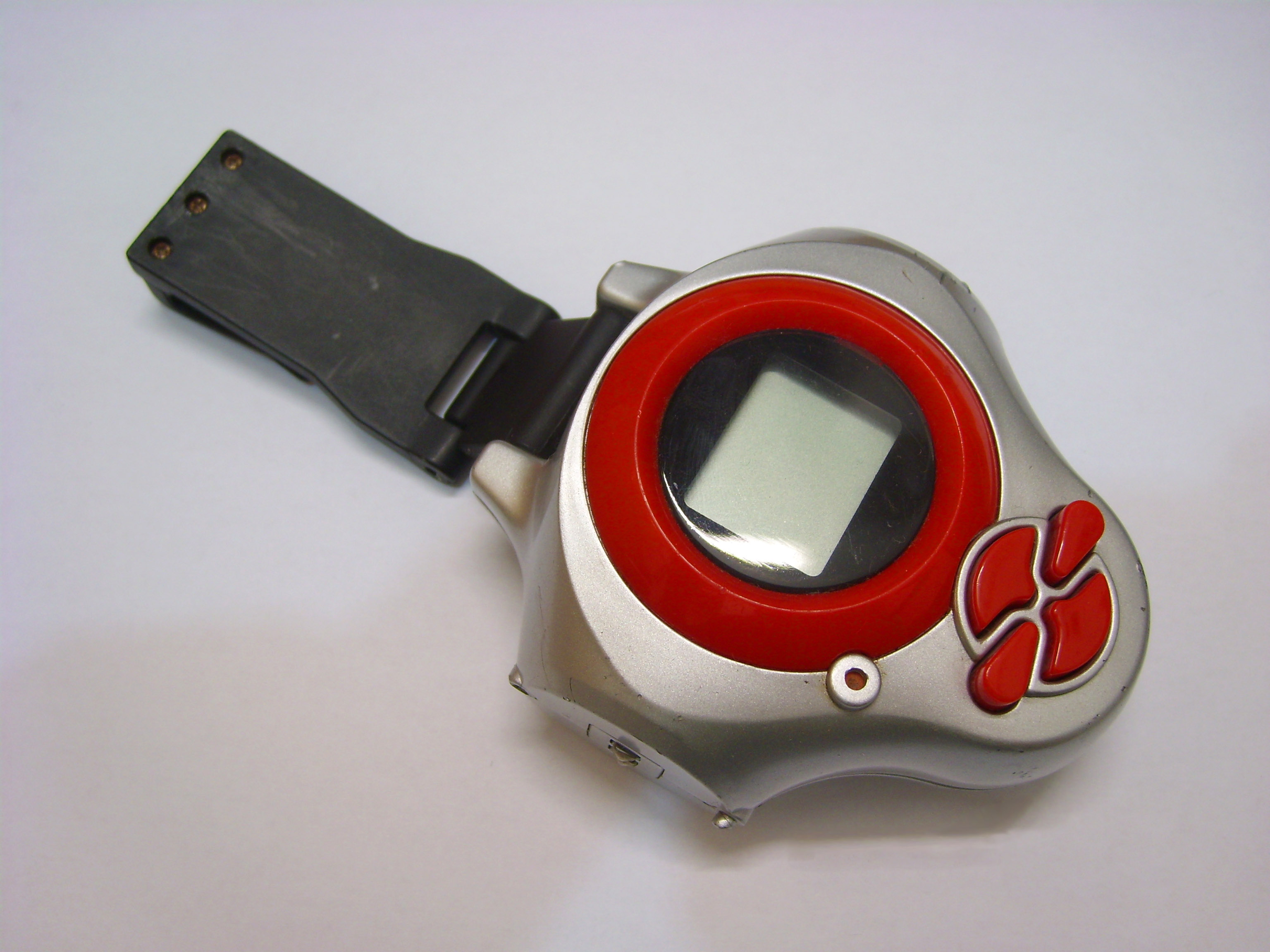
Digivice, permettant à un Digimon affilié à un partenaire humain l'accès facile à la digivolution.

La digivolution (進化, shinka) est un procédé durant lequel un Digimon grandit ou vieillit, de manière temporaire ou définitive, en une forme plus robuste, puissante en termes d'attaques, et physiologiquement, parfois même psychologiquement, différente. Bien que le terme soit un mélange des mots « évolution » et « digitale », elle est en fait plus similaire à une métamorphose dans laquelle un stade de transformation passe à un autre très rapidement.
Concernant les Digimon associés à un partenaire humain, la digivolution est plus accessible, moins difficile, et se déroule dans la majeure partie des cas pendant les combats. Le Digimon possède la capacité de se digivolver, généralement grâce à l'utilisation d'un petit objet appelé digivice que possède le partenaire humain. Pendant ce procédé, le Digimon est partagé en un tas de données d'énergie et se dématérialise afin de se digivolver instantanément, mais temporairement, en un niveau supérieur. Dans l'anime, toutes saisons confondues, les Digimon associés à des partenaires humains sont capables de se transformer en des formes plus puissantes et exclusives qu'aucun autre Digimon sans aide extérieure ne pourrait atteindre. La quatrième saison de l'anime, Digimon Frontier, qui est une exception au procédé de la digivolution, présente un concept innovant dans lequel des élus humains peuvent se dématérialiser et incarner le corps d'un Digimon pour combattre. Dans la troisième saison de l'anime, Digimon Tamers, un petit Digimon du nom de Calumon est capable d'aider d'autres Digimon à se transformer,. Dans le jeu vidéo Digimon World 2003, publié sur PlayStation en 2002, un Digimon nommé Persiamon est capable de « dédigivolver », c'est-à-dire faire retourner au niveau disciple, un adversaire.
Il existe plusieurs types de digivolution. La première variante implique la « surdigivolution » durant laquelle un Digimon de niveau disciple passe directement en sa forme la plus puissante, le niveau méga. La seconde implique l'« hyper-digivolution » durant laquelle un Digimon affilié à un humain peut se transformer en une forme de niveau cuirassé à l'aide d'un artéfact spécial. Une autre, la « bio-émergence », ou digivolution matrix, consiste en la fusion physiologique et psychologique entre un Digimon et son partenaire humain dans une lumière sphérique. La digivolution ADN, quant à elle, permet la digivolution de deux Digimon distincts en un Digimon hybride plus puissant ; ce type de digivolution est notamment aperçu dans le seconde saison Digimon Adventure 02, et le jeu vidéo Digimon World 2003,. Il existe également une autre forme de digivolution, plus rare, durant laquelle un digimon de niveau champion devient un Digimon maléfique de niveau supérieur, comme le démontre le 16e épisode intitulé Une mauvaise surprise de la première saison Digimon Adventure lorsque Tai Kamiya ordonne à son partenaire Agumon d'atteindre une forme plus puissante, et qu'il parvient à devenir SkullGreymon. Un cas similaire peut être aperçu dans le 34e épisode, Cœur de lionne dans Digimon Tamers, lorsque Takato Matsuki, enragé, provoque la digivolution de son partenaire Guilmon, en une forme maléfique nommée Megidramon. Au début des années 2010, un nouveau type de digivolution, appelé « digi-fusion », apparaît dans la sixième saison de l'anime, Digimon Fusion ; il s'agit d'une fusion des parties corporelles et de la puissance de deux ou plusieurs Digimon lors de combats. 

### Genre

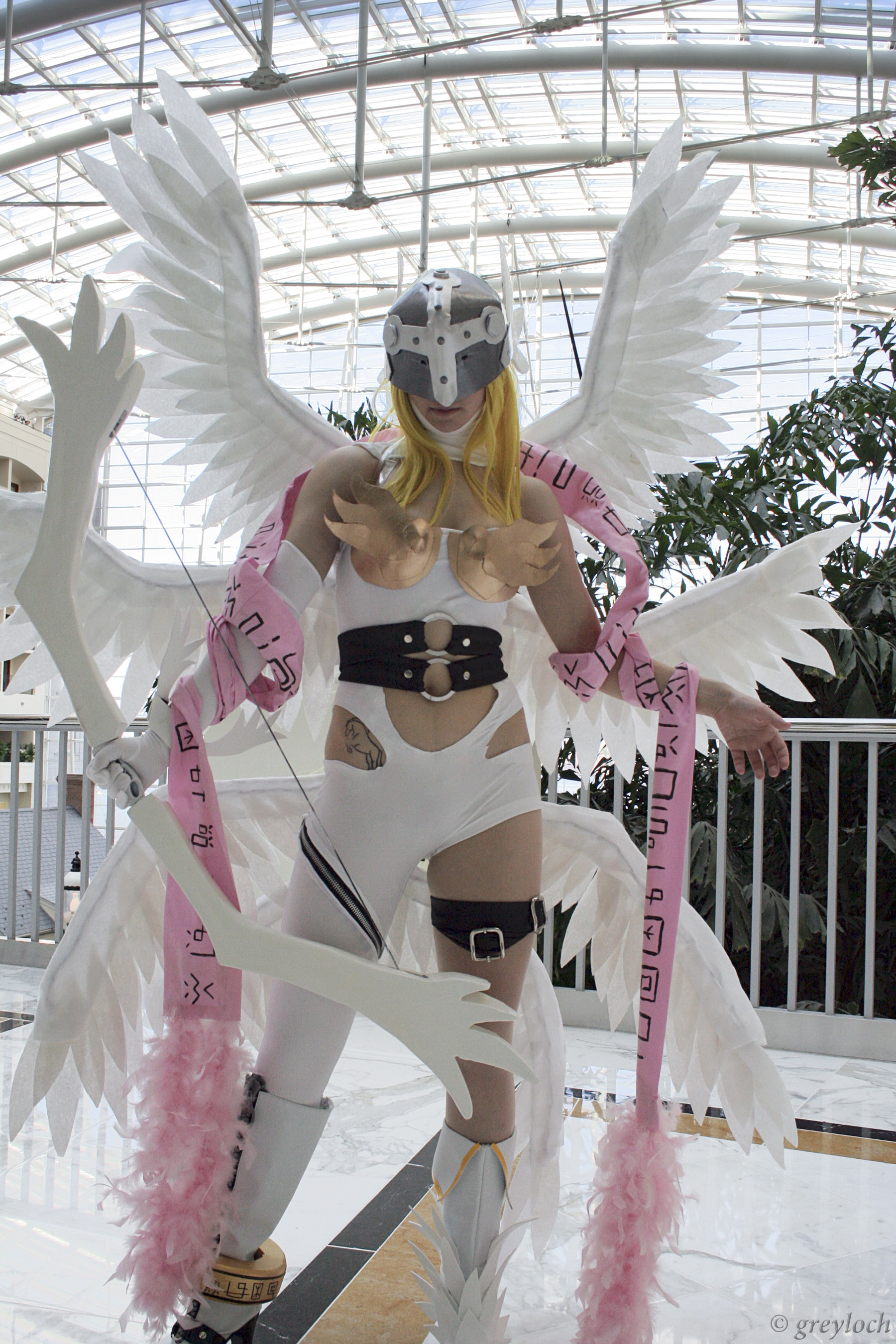
Bien que les Digimon soient en principe androgynes, d'autres, comme Angewomon, présentent explicitement des attributs féminins.

Dans la franchise en général, à l'exception de Digimon Fusion, les Digimon n'ont pas de genre physique spécifique, et se reproduisent non pas par reproduction sexuelle mais par un système universel de récupération de données. Ce bien que plusieurs espèces de Digimon aient une féminité ou une masculinité évidente dans leur nom d'espèce ou leurs caractéristiques sexuelles annexes, comme LadyDevimon ou BanchoLeomon, ils restent non-genrés.
Chiaki J. Konaka, chargé de la conception des personnages pour la troisième saison de l'anime Digimon Tamers, note le cas de Renamon, le Digimon partenaire de Rika Nonaka. Il considère ce digimon comme androgyne, sans spécificité sexuelle, jusqu'à l'apparition de sa forme méga, Sakuyamon, qui présente des attributs féminins évidents. Néanmoins, les Digimon d'aspect humanoïde comme Sakuyamon, sont, d'une manière évidente, désignés pour être mâle ou femelle, et la majorité de ces exemples d'espèces sont doublés par une voix masculine ou féminine dans l'anime ; par exemple, Mme Yuka Imai est la voix féminine originale de Renamon dans l'anime. Le personnage déclare que « Chez les Digimon, être un garçon ou fille n'a pas d'importance. », dans l'épisode 49 La Grande Frayeur.
Hormis les caractéristiques physiologiques, il existe également des couples de Digimon, comme en témoigne le 26e épisode de Digimon Tamers, intitulé Kazu et Kenta en action, dans lequel les protagonistes sont hébergés par Jijimon et Babamon, un couple de Digimon marié, le temps d'éviter une violente tempête de sable.
Cette confusion est principalement la fin d'un problème sémantique. Bien que le « genre » soit régulièrement utilisé comme terme alternatif pour désigner le « sexe », ces deux mots sont différents. D'un côté, le « genre » est le socioconstructivisme dans lequel les individus sont définis comme homme ou femme selon leur mentalité, les Digimon ayant été conçus dans ce type d'idéologie. De l'autre côté, le « sexe » est la condition biologique de la physiologie masculine ou féminine. Même si un certain nombre de Digimon possèdent quelques caractères sexuels secondaires évidents comme les cheveux et les seins, Konaka tente d'expliquer que ces créatures manquent de traits physiologiques qui différencient mâles et femelles de différentes espèces. Cependant, ces rôles de genre varient d'un personnage à l'autre malgré l'apparente gendrosité[Quoi ?] de leur conception ; par exemple, le Renamon de Digimon Tamers et le Renamon du jeu Digimon World Data Squad sont presque identiques, jusqu'à leur voix, mais sont traités comme s'ils étaient respectivement de sexe féminin et masculin ; cela continue pour le Renamon dit mâle même lorsqu'il digivolve vers des formes plus puissantes avec des caractères sexuels secondaires féminins, comme LadyDevimon ou Lilithmon.
Contrairement aux séries précédentes, Digimon Fusion ne dépeint pas de réelle différence dans le fonctionnement du genre pour les humains et pour les Digimon. Les Digimon peuvent se mettre en couple et faire des enfants ; comme Cutemon, par exemple, motivé par la recherche et le sauvetage de ses parents biologiques, et à un moment donné, il déclare qu'il est un garçon lorsqu'on le confond avec une fille. Dans la Zone de la Jungle, Stingmon et Lilamon sont également engagés dans une relation. Dans cette série, les Digimon ont des physiques et des attributs distincts et genrés ; Shoutmon fait danser Lilymon de manière séduisante pour Mikey dans l'épisode 2 Le rugissement de Shoutmon. Lorsque des membres mâles et femelles d'une même espèce apparaissent, ils sont soit représentés avec un design manifestement différent, comme c'est le cas pour Beastmon ou Mervamon et Ignitemon, soit ils sont totalement dépourvus de caractéristiques sexuelles secondaires.

## Classifications

### Niveaux
Un Digimon se classifie automatiquement et systématiquement par un niveau. Initialement, et par ordre chronologique, les niveaux commencent par bébé, entrainement, disciple, champion, ultime, et finissent par le niveau méga,. De nouveau matérialisé en digi-œuf, un Digimon éclot automatiquement au niveau Bébé, habituellement le niveau le plus vulnérable. La majorité des Digimon sont petits et ne possèdent pas la totalité de leur corps. Au fil du temps, le Digimon de niveau bébé passe au niveau entraînement, une forme un peu plus complexe, mais en possession partielle de sa puissance. Ce n'est qu'à partir du niveau disciple qu'un Digimon peut combattre à pleine capacité, puis éventuellement passer à un niveau supérieur par le biais de la digivolution. Hormis les niveaux précédemment mentionnés, il en existe d'autres exclusifs comme le niveau cuirassé, spécifique aux Digimon de la deuxième saison Digimon Adventure 02, et le niveau hybride, spécifique aux Digimon de la quatrième saison Digimon Frontier. Paradoxalement, ces niveaux peuvent être atteints à l'aide de digi-œufs ou esprits antiques, respectivement. Dans Digimon Fusion et ses dérivés, les Digimon n'ont pas de niveau. Le Digimon Reference Book et ''Digimon Heroes! classent d'abord les Digimon introduits par cette série comme étant de niveau Xros Wars, mais le Reference Book annonce ensuite annoncé, le 25 septembre 2020, qu'ils rétrocéderaient tous les Digimon de niveau Xros Wars à des niveaux et attributs standard.

### Typologie
Il existe trois types auxquels les Digimon appartiennent principalement ; données, anti-virus, et virus. Il en existe également un quatrième, le type humanoïde, qui est exclusivement réservé aux Digimon de niveau hybride dans la quatrième saison de l'anime Digimon Frontier. Dans les premiers packs de cartes à jouer Digimon, il existe un type non-identifié, auquel des Digimon tels que Keramon, Kurisarimon, et Apocalymon appartiennent. Chacun de ces types s'utilise d'une manière similaire au jeu du Pierre-feuille-ciseaux ; dans les jeux de cartes, le type donnée prend l'avantage sur le type anti-virus, qui lui, prend l'avantage sur le type virus, qui à son tour, prend l'avantage du type donnée. Néanmoins, ces types ne jouent aucun rôle important dans l'anime ; un digimon se fait généralement vaincre seulement s'il est moins fort ou s'il possède moins d'expérience que son adversaire. Un digimon, sans parler de niveau ou de type, peut être classifié selon le groupe auquel il appartient, généralement selon son apparence physique, et souvent ses capacités connexes. Ces groupes incluent notamment reptiliens, angéliques, larvaires, insectoïdes, et marins. 

#### Appmon
Les Appmon (アプモン, Apumon), abréviation de Appli Monstres, sont des formes de vie digitales de l'univers Digimon, dérivés de la franchise homonyme, possédant une intelligence artificielle, pouvant penser et agir de manière indépendante. Contrairement aux digimon qui existent dans les couches les plus profondes du réseau connu sous le nom de monde digital, les Appmon existent dans un terrain intermédiaire entre le monde réel et un réseau plus profond, l'océan du net, sous la forme des applications des smartphones et possèdent des caractéristiques spécifiques uniques. Il existe une espèce pour chaque application, et les individus sont assignés à une application spécifique de ce type. Par exemple, les Ropuremon sont responsables des RPG, et chaque Ropuremon est affecté à un RPG fictionelle spécifique. Chaque membre d'une même espèce est différent, bien que les éléments de base de leur apparence soient les mêmes.
Tous les Appmon ont une carte Appmon qui leur est propre, et presque tous les Appmon ont deux câbles rétractables quelque part sur leur corps, le plus souvent sur leur dos, qu'ils utilisent pour se connecter avec d'autres Appmon ; les Appmon qui n'ont pas ces câbles, comme les Flickmon, Swipemon, Tapmon sont incapables de se lier, de Appli Link. Cependant, parmi les infinies combinaisons possibles, un duo spécifique choisi effectue une Appli Fusion à la place, et devient un Appmon du grade suivant. Une Appli Fusion ratée vers le grade Super résultera en une évolution en Sukasimon. Tous les Appmon Divins ont un halo en forme de disque qui plane près de leur dos. Si un Appmon est vaincu au combat, il s'incarne une carte Appmon et se téléporte dans un Appli Drive ou un Appli Drive Duo le plus proche. Les Appmon peuvent mourir, mais tant que leurs données survivent, un Appmon peut être ressuscité autant de fois que possible.
Chaque Appmon se voit attribuer un grade, analogue au concept de niveau des Digimon : Standard, Super, Ultime, Divin. 

## Médias
À la fin des années 1990, la société Bandai, chargée de la distribution de la franchise Digimon, adapte ses créatures en une multitude de médias incluant jeux vidéo, films, animes, mangas et ouvrages, capsules de jouets, et autres produits dérivés à leur effigie comme des cartes à collectionner, et des peluches.